# Šmihel (Laško, Slovenija)
Šmihel je naselje u slovenskoj Općini Laškom. Šmihel se nalazi u pokrajini Štajerskoj i statističkoj regiji Savinjskoj. 

## Stanovništvo
Prema popisu stanovništva iz 2002. godine naselje je imalo 56 stanovnika.